# Popillia japonica

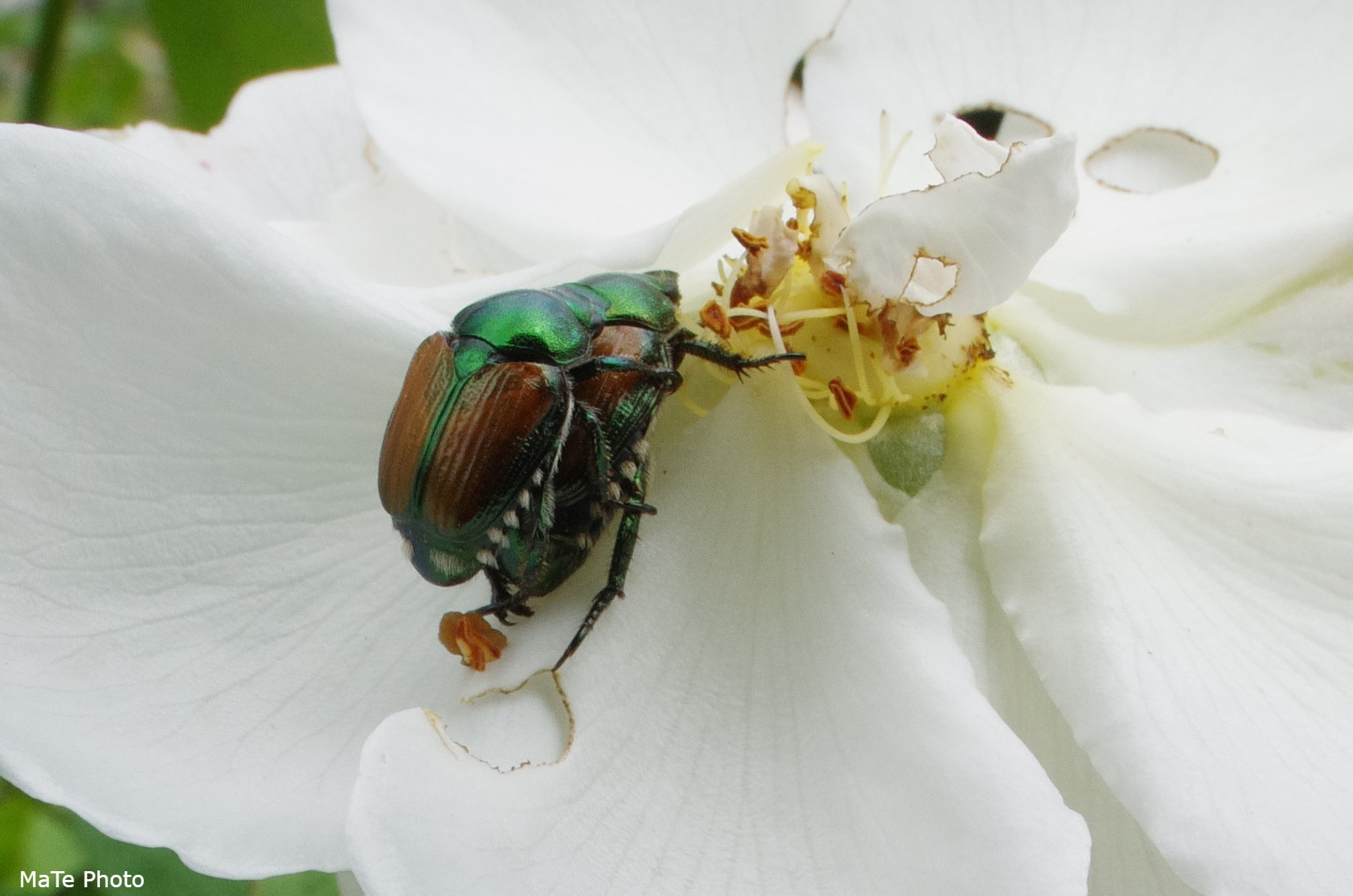

Il coleottero giapponese o scarabeo giapponese (Popillia japonica Newman, 1841) è un coleottero appartenente alla famiglia degli Scarabeidi, originario del Giappone. Si tratta di una specie che infesta e distrugge tappeti erbosi, piante selvatiche, da frutto e ornamentali e la cui diffusione si sta ampliando.

## Distribuzione

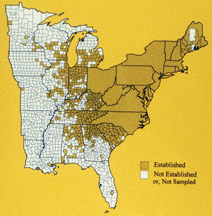
Distribuzione di P. japonica negli USA centro-orientali.

Al di fuori del Giappone, dove vive nelle regioni di Hokkaidō, Honshū, Shikoku e Kyūshū, Popillia japonica è diffusa in Italia nord-occidentale, Svizzera meridionale, Cina, Russia (isole Curili), Portogallo (Azzorre), Canada (regione del Québec a sud di Montréal, parte sud-orientale della provincia dell'Ontario, lungo le rive del fiume San Lorenzo, parte sud-occidentale della stessa provincia, nell'area confinante con i laghi Huron, St. Clair ed Erie) e Stati Uniti. In Giappone, dove i nemici naturali della specie tengono le sue popolazioni sotto controllo, il coleottero giapponese non è responsabile di gravi infestazioni. Negli Stati Uniti si pensa sia stata introdotta attraverso larve contenute in bulbi di piante di iris. La prima volta è comparsa nel 1916, a Riverton, nello stato del New Jersey. Nel 1918, il Dipartimento dell'agricoltura degli Stati Uniti d'America (USDA) e le autorità dello stato del New Jersey tentarono di eradicare questa specie, ma l'infestazione era ormai in stadio così avanzato da rendere impossibile l'eradicazione con le tecniche allora disponibili; inoltre non vi erano fondi sufficienti per agire con la dovuta efficacia. Nel 1932 il coleottero giapponese si era già diffuso verso ovest in molti altri stati a est del fiume Mississippi (tranne la Florida) e in Wisconsin, Minnesota, Iowa, Missouri, Nebraska, Kansas, Arkansas e Oklahoma. Nel 1967, 19 stati ospitavano infestazioni ampie o gravi e altri 4 infestazioni limitate o isolate. Il clima favorevole, l'ampia disponibilità di piante ospiti, la mancanza di nemici naturali e l'espansione delle superfici investite a prato, che costituiscono l'ambiente di riproduzione ideale di questa specie, hanno giocato un ruolo importante nella diffusione del coleottero giapponese negli Stati uniti, che si prevede presto colonizzerà tutti gli stati che affacciano sul Golfo del Messico.
È stato rinvenuto per la prima volta nell'Europa continentale nell'estate 2014 in Italia nei pressi del fiume Ticino su entrambe le sponde (in Lombardia e in Piemonte). La zona infestata si è progressivamente allargata alla velocità di circa 10 chilometri all'anno in tutte le direzioni: all'inizio dell'estate 2025, l’infestazione risultava estesa a Ovest fino a Pinerolo (Torino) e a Est fino a Orzivecchi (Brescia), con un diametro di circa 210 chilometri. Nel 2017 il coleottero è stato rinvenuto nella Svizzera italiana.

## Descrizioni

### Adulto
Gli individui adulti hanno una forma ovale, sono lunghi da 8 a 11 mm e larghi da 5 a 7 mm. Il corpo e il pronoto hanno una colorazione brillante verde metallico con le elitre di color bronzo o rame che non arrivano a coprire completamente l'addome, che inferiormente presenta delle bande di peli (chiamati setae) bianco-grigiastre visibili anche osservando gli animali lateralmente. Cinque macchie di peli bianchi su ogni lato dell'addome e un paio delle stesse sull'ultimo segmento addominale distinguono inequivocabilmente P. Japonica da tutti gli altri coleotteri di aspetto simile. I maschi, che generalmente sono leggermente più piccoli delle femmine, quando stanno posati, tengono il secondo paio di zampe distese e hanno gli speroni tibiali appuntiti, mentre nelle femmina sono arrotondati. In entrambi i sessi le antenne sono frequentemente ripiegate e nascoste, ma quando gli insetti percepiscono un odore interessante o dei feromoni, su di esse si aprono delle strutture simili a piccoli petali di un fiore, che prendono il nome di lamellae.

### Uovo
Le uova appena deposte possono essere sferiche, ellissoidali o leggermente ciclindriche e generalmente hanno un diametro di circa 1,5 mm. La colorazione varia da trasparente a bianco crema, con piccole aree esagonali visibili sulla superficie. Durante lo sviluppo dell'embrione l'uovo aumenta di dimensioni fino a raddoppiare di volume e diventa quasi sferico.

### Larva
Le larve sono di colore trasparente - bianco crema e il loro corpo è cosparso di peli marrone lunghi misti a spine più corte e con la punta smussata. La testa è giallastra-marrone con le mandibole scure. Il corpo è formato da 3 segmenti toracici e 10 addominali. Ogni segmento toracico porta un paio di zampe segmentate. L'accumulo di materia fecale all'interno della parte terminale dell'intestino (proctodeo) può conferire una colorazione grigiastra scura all'estremità posteriore dell'addome. Quando è a riposo la larva ha una forma piegata a C, carattere che si trova comunemente nelle larve degli Scarabaeidiae. La larve si distingue in tre diversi stadi.

### Pupa
La trasformazione in pupa ha luogo all'interno di una cella composta di terra che viene costruita dall'ultimo stadio larvale. La pupa è lunga circa 14 mm e larga 7 mm. Ha un colore che varia tra il giallo crema pallido e il verde metallico, a seconda della sua età.
|  |  |  |  |

## Ciclo vitale
Nella maggior parte del suo areale la Popillia japonica porta a compimento il suo intero ciclo vitale in un unico anno, ma alcune popolazioni che abitano zone dal clima più freddo possono completare il loro sviluppo in 2 anni. È stato dimostrato che il momento della comparsa degli adulti, il periodo dell'ovodeposizione e la durata del successivo sviluppo variano con la latitudine, con l'altitudine e anche di anno in anno. Gli adulti emergono in maggio nelle regioni con clima più caldo e in giugno - inizio luglio nelle porzioni più settentrionali dell'areale.

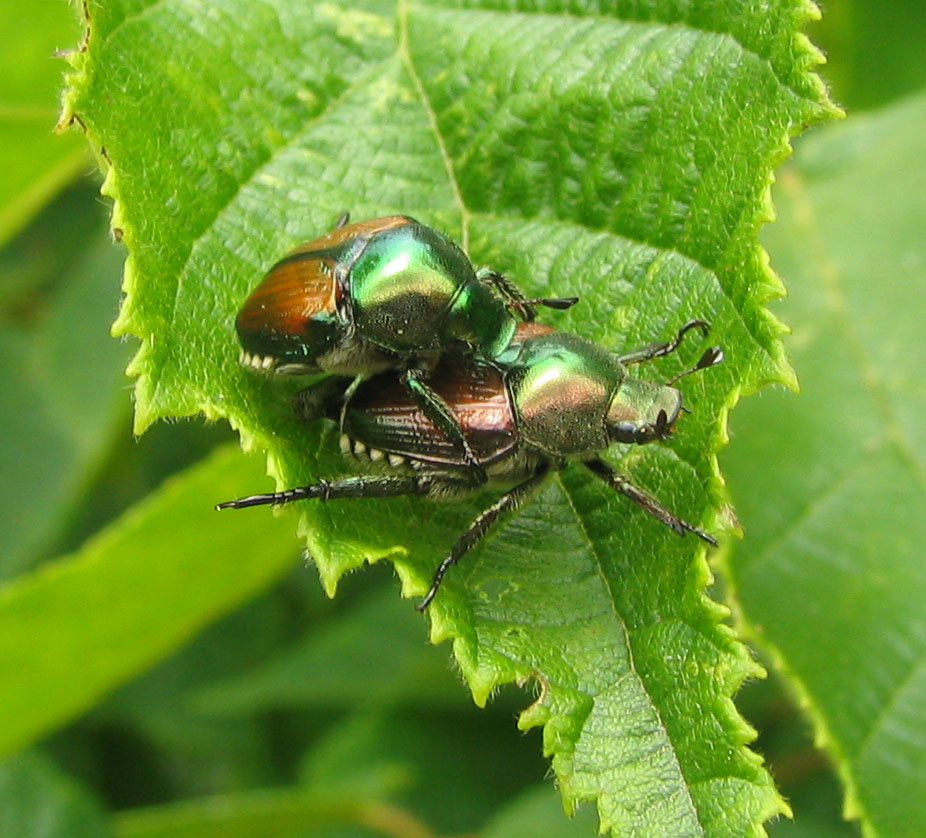
P. japonica in accoppiamento su una foglia di ontano bianco.

I maschi compaiono alcuni giorni prima delle femmine ma la sex ratio della popolazione alla fine si mantiene sul valore di 1 a 1. La stagione degli accoppiamenti comincia subito dopo la comparsa degli adulti, quando le femmine vergini rilasciano potenti feromoni sessuali che attraggono immediatamente grandi numeri di maschi. I maschi in cerca di partner accorrono in massa e si aggregano intorno alle femmine recettive formando gruppi che vengono chiamati palle. Tuttavia in queste situazioni di intensa competizione, gli accoppiamenti avvengono difficilmente.
La scelta del sito di ovodeposizione è influenzata dalla distanza dalle piante ospite delle larve e dalle condizioni della copertura del suolo. In aree suburbane, dove i tappeti erbosi sono abbondanti e la maggior parte dei coleotteri adulti si nutrono sugli alberi, sui cespugli e nei vigneti, le uova vengono depositate nelle piante erbacee vicine. Sebbene Popillia japonica depositi la maggior parte delle uova in pascoli, prati o campi da golf, alcune di esse possono essere deposte nei campi coltivati. In particolare, durante le estati secche, quando i pascoli sono duri e asciutti, i coleotteri sono soliti cercare campi sia incolti sia coltivati con suolo umido e morbido.
La femmina scava nel suolo fino a una profondità di 5–10 cm e deposita singolarmente da 1 a 3 uova. Essa emerge nuovamente dal terreno dopo un giorno oppure talvolta dopo 3 o 4 giorni e ricomincia a nutrirsi e ad accoppiarsi. Nel corso della sua vita adulta una femmina può entrare nel terreno per più di 16 volte e depositare un totale di 40-60 uova.
Le uova si schiudono in 10-14 giorni. Il primo stadio larvale si nutre per 2-3 settimane delle radichette che trova nelle vicinanze del sito di schiusa, quindi effettua la prima muta. Il secondo stadio continua a nutrirsi per altre 3-4 settimane e poi subisce la muta. La maggioranza delle larve raggiunge il terzo stadio larvale vicino all'autunno, quando la temperatura del suolo diminuisce gradualmente. L'attività delle larve si interrompe quando la temperatura arriva intorno ai 10 °C e la maggior parte di esse sverna come terzo stadio a una profondità di 5–15 cm. Con l'inizio della primavera le larve ritornano sulle radici delle piante per ricominciare a mangiare e dopo 4-6 settimane sono pronte per trasformarsi in pupe. Questo processo avviene vicino alla superficie del suolo e dura da una a 3 settimane. Lo stadio adulto emerge dal terreno a partire da metà maggio, nelle aree con clima più caldo, e in giugno-luglio nelle regioni con clima più freddo.
La durata della vita del coleottero adulto dipende dalla temperatura predominante negli ambienti di vita: è relativamente corta in regimi caldi e relativamente lunga in regimi freddi. Studi effettuati su individui mantenuti in cattività hanno dimostrato come le variazioni possano essere anche notevoli: da 9 a 74 giorni nei maschi e da 17 a 105 giorni nelle femmine. Il range generalmente accettato va da 30 a 45 giorni.

## Piante attaccate dal coleottero giapponese
Il coleottero giapponese infesta più di 300 diverse specie vegetali tra cui piante da frutta, da giardino e numerosi tipi di piante coltivate. Tra quelle più comuni troviamo mais, soia, fragola, pomodoro, peperone, vite, rosa, susino, pero, pesco, lampone, rovo, pisello, mirtillo, nocciolo, vite del Canada e poi le specie appartenenti ai seguenti generi:
- Abelmoschus
- Acer *
- Aesculus **
- Alcea
- Althaea  **
- Asparagus *
- Aster
- Basil
- Betula **
- Buddleia
- Calluna
- Caladium
- Canna
- Castanea **
- Chaenomoles
- Cirsium
- Clethra **
- Corylus
- Cosmos
- Dahlia
- Daucus
- Dendranthema
- Digitalis
- Dolichos
- Echinacea
- Glycine *
- Hemerocallis
- Heuchera
- Hibiscus **
- Hydrangea
- Ilex
- Impatiens
- Iris
- Juglans **
- Lagerstroemia
- Liatris
- Ligustrum
- Malus *
- Malva
- Myrica
- Oenothera
- Parthenocissus
- Phaseolus
- Phlox
- Physocarpus
- Pistacia
- Platanus **
- Polygonum
- Populus **
- Prunus *
- Quercus
- Rheum *
- Rhododendron
- Rosa *
- Rubus *
- Salix **
- Sambucus
- Sassafras **
- Solanum
- Sorbus **
- Tilia *
- Toxicodendron
- Ulmus *
- Vaccinium
- Viburnum
- Vitis *
- Weigelia
- Wisteria
- Zea *
- Zinnia

{*} Ospite primario
{**} Ospite secondario

## Danni arrecati alle piante

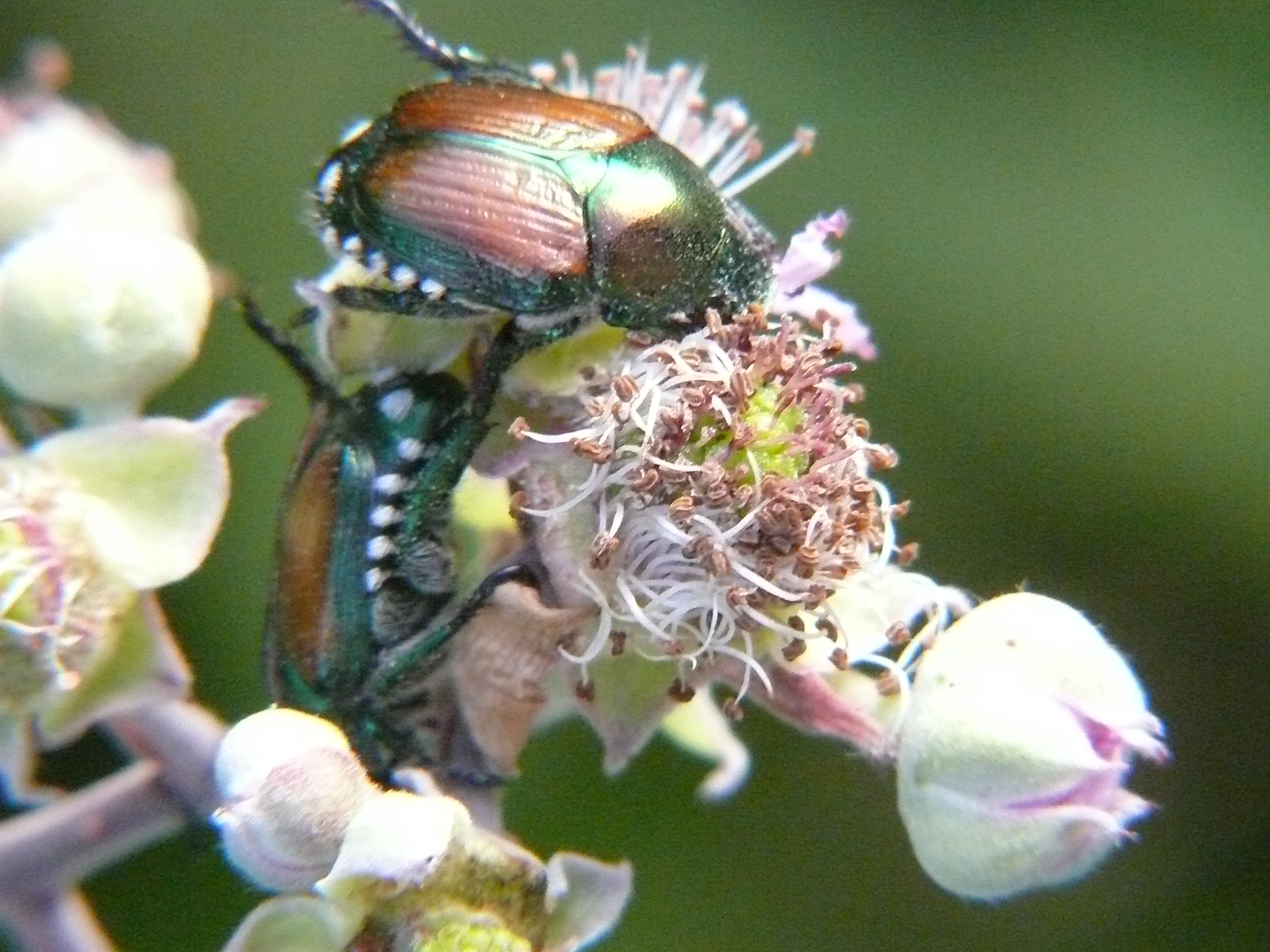
Coleotteri giapponesi che pascolano sopra fiori di rovo.

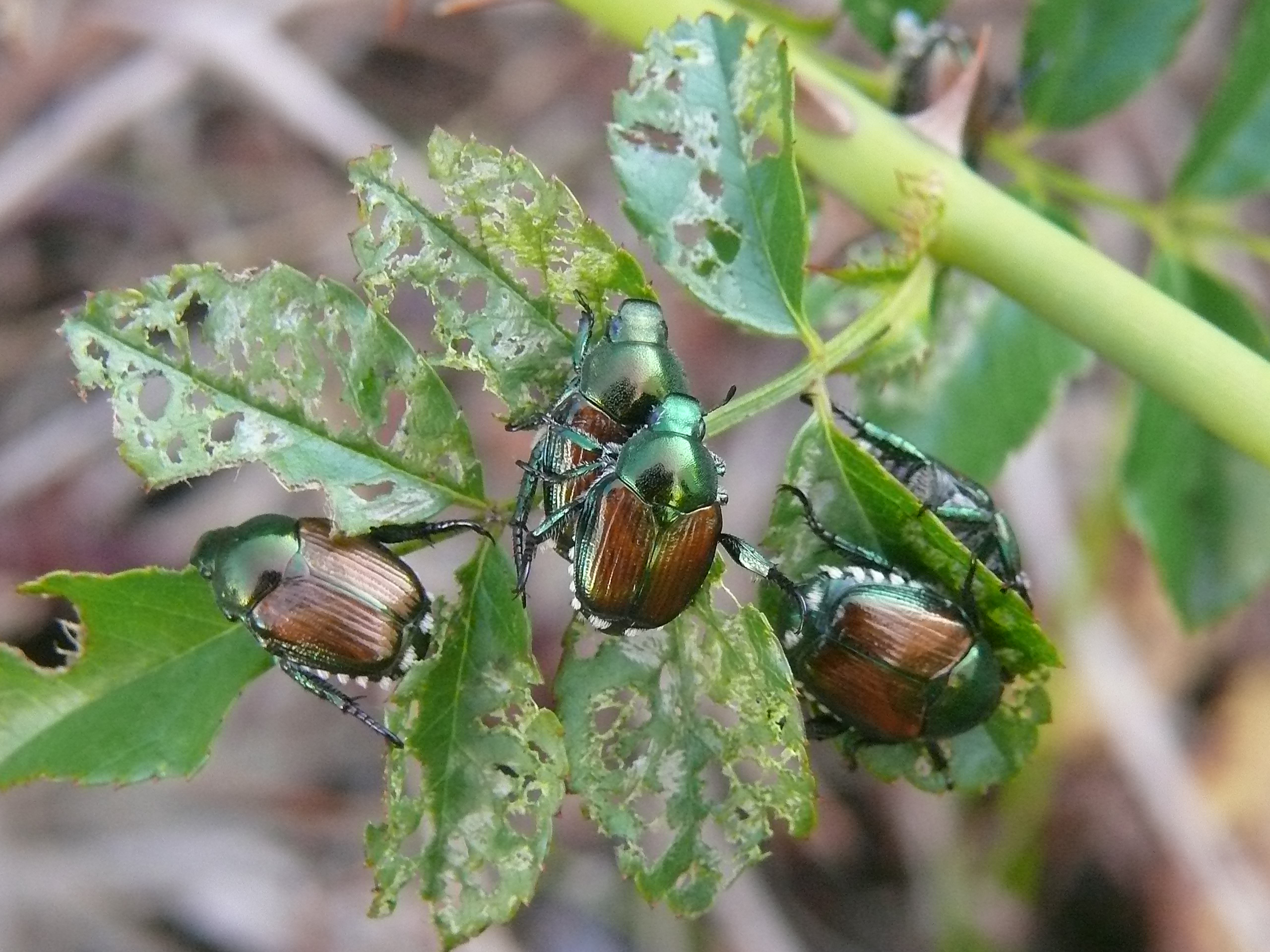
Delle foglie infestate da P. japonica rimane solo la rete di nervature.

Sia gli adulti sia le larve del coleottero giapponese possono causare danni alle piante, ma l'ospite e la natura del danno sono generalmente differenti.
Gli individui adultisi nutrono delle foglie, dei fiori e dei frutti di un'ampia gamma di specie ospite e sono attivi prevalentemente nelle calde giornate di sole. Gli insetti sono guidati principalmente dagli odori e dalla posizione delle piante rispetto alla luce diretta del sole nella selezione dei vegetali dove nutrirsi. Questi insetti generalmente pascolano in gruppo cominciando dalle fronde più alte della pianta e muovendosi quindi gradualmente verso il basso. Mentre un singolo individuo non riesce a fare grandi danni, vista l'esigua quantità di cibo di cui ha bisogno, interi gruppi possono compromettere gravemente la salute delle piante. Gli adulti si alimentano stando sulla pagina superiore delle foglie, masticando il tessuto fogliare presente tra le nervature. Le foglie infestate, mantenendo solo la rete delle nervature, assumono un caratteristico aspetto scheletrico. Pochi individui posati su delle piante costituiscono una minaccia non di per sé stessi ma per il fatto che la loro presenza faciliterà e indurrà l'arrivo di numerosi altri conspecifici. Infatti il coleottero giapponese è in grado di produrre dei feromoni di aggregazione che funzionano da richiamo per altri individui, i quali, oltre a cominciare a loro volta a nutrirsi delle piante, partecipano come potenziali partner riproduttivi. Inoltre le essenze volatili sprigionate dalle specie vegetali danneggiate possono attrarre altri coleotteri.
Le larvesi cibano principalmente sulle radici delle piante erbose o graminacee, arrivando spesso a distruggere completamente il tappeto erboso di prati, parchi e campi da golf. Le piante infestate vedono ridursi la loro capacità di assorbire acqua dal terreno e quindi di resistere allo stress cu sono sottoposte nei periodi di clima caldo e secco
Attualmente il coleottero giapponese è la specie di insetto infestante delle coperture erbose più diffusa negli Stati Uniti. Si stima che gli interventi mirati al controllo delle larve e degli adulti costino alle industrie delle piante da prato e ornamentali più di 460 milioni di dollari ogni anno. Le sole perdite attribuibili alle infestazione da parte delle larve ammontano a circa 234 milioni di dollari l'anno, di cui 78 milioni per il controllo e gli altri 156 milioni per la sostituzione delle piante erbacee danneggiate.

## Metodi di lotta
Per riuscire a pianificare e migliorare le appropriate strategie di controllo del coleottero giapponese occorre innanzi tutto monitorare l'area di interesse per quanto riguarda la presenza sia delle larve sia degli individui adulti. I modelli fenologici possono rappresentare utili strumenti a supporto della gestione della specie. Tali modelli consentono di fornire informazioni circa le tempistiche di emergenza degli stadi dannosi (ad esempio larve e adulti). Sono pertanto utili come supporto alla pianificazione e implementazione di attività di monitoraggio e controllo della specie. Una stima delle dimensioni della popolazione di adulti presenti in una determinata area può essere ottenuta impiegando trappole composte da un serbatoio inferiore cilindrico e da un imbuto superiore alla base del quale si trova un'apertura. Il funzionamento di queste trappole si basa principalmente sull'uso di due esche chimiche. Una combinazione di feromoni - attrattivi solo per i maschi - ed essenze vegetali può attrarre sia i maschi sia le femmine. Grazie alla conformazione della trappola e alle limitate capacità di volo di questo coleottero, gli individui attirati al suo interno non riescono più a uscire. Se la trappola si riempie nel corso di un solo giorno, l'infestazione è da ritenersi particolarmente grave. Siccome i coleotteri possono volare per lunghe distanze (fino a 10 km), quelli catturati nelle trappole possono provenire da aree diverse da quella di interesse quindi occorre tenere presente questa possibile sovrastima nella valutazione di impatto della specie.
Delle larve occorre stimare la densità nel terreno ovvero il numero di individui per metro quadrato per poi valutare la gravità dell'infestazione e decidere quale metodo di lotta è più opportuno. I periodi migliori per effettuare queste misurazioni variano a seconda della posizione geografica, ma in generale sono la tarda estate (da agosto a ottobre) e la tarda primavera (da aprile a giugno). Se l'area di prato interessata presenta delle zone marrone o dove la vegetazione appare morta, quelli sono i posti migliori dove cominciare a campionare. Altrimenti occorre scegliere i punti di campionamento in maniera casuale. La densità delle larve spesso varia grandemente anche all'interno di un'area ristretta. Effettuando un numero sufficiente di campionamenti è possibile individuare e valutare il danno e poi intervenire selettivamente trattando zone specifiche piuttosto che l'intera area. La tecnica di campionamento consiste nello scavare con una paletta nel terreno buche quadrate di 20 cm di lato, porre la zolla estratta al di sopra di un foglio di carta e cercare le larve all'interno della terra e nelle radici delle piante. Quindi bisogna rimettere la zolla al suo posto e usare dell'acqua per aiutare l'erba a superare lo stress subito. Si considera che un prato abbia bisogno di trattamenti quando la densità delle larve supera il valore di 90 per m2.
Le strategie per contrastare l'azione dei coleotteri adulti che si nutrono sulle parti aeree di numerose piante e quella delle larve che invece attaccano principalmente l'apparato radicale delle piante erbacee che formano i tappeti erbosi, devono necessariamente essere diverse. L'approccio più efficace per esercitare un controllo su una popolazione di P. japonica è quello che prevede l'uso integrato di metodi diversi e mirati a limitare il numero sia degli adulti sia delle larve.

### Controllo chimico
La lotta chimica è in molti casi insostituibile per limitare danni a colture di valore economico.
Per combattere gli adulti è possibile l'impiego di insetticidi appartenenti a varie classi. La principale è quella dei piretroidi, ad esempio tetrametrina, deltametrina, tau-fluvalinate (quest'ultimo è più persistente e non dannoso per le api). Viene impiegato anche il neonicotinoide acetamiprid e la diamide chlorantraniliprole.
Contro le forme larvali sono attualmente impiegati in America soprattutto chlorantraniliprole e i neonicotinoidi imidacloprid, clothianidin, thiamethoxam.
Per il favorevole profilo tossicologico e ambientale (selettivo per molti insetti utili) chlorantraniliprole è ora l'insetticida di prima scelta nella lotta al japanese beetle sia negli Stati Uniti che in Canada. Un formulato a base di questo principio attivo è stato approvato anche in Italia per impiego di emergenza fitosanitaria ed è utilizzabile dal 10 giugno all'8 ottobre 2020 (autorizzazione Acelepryn).

### Lotta biologica
Bacillus thuringiensis è un batterio che si trova naturalmente nel terreno e che viene tipicamente usato come insetticida microbico che agisce a livello dello stomaco delle larve producendo una tossina. Il ceppo selezionato per contrastare il coleottero giapponese è il Bt Galleriae. I batteri possono essere applicati sul suolo o sulle piante (agisce contro larva e adulto). L'efficacia è inferiore a quella degli insetticidi di sintesi ma tra i metodi di lotta biologica è il più valido. Purtroppo al momento Bacillus thuringiensis Galleriae non è disponibile sul mercato italiano.
Le formiche e alcuni coleotteri carabidi si nutrono delle uova e delle larve giovani. Anche le talpe, le moffette e i procioni predano le larve sebbene la loro attività di ricerca del cibo possa spesso anch'essa avere effetti distruttivi sul manto erboso. Molte specie di uccelli si nutrono dei coleotteri giapponesi adulti e dare loro quotidianamente da mangiare all'interno del giardino di una casa in modo che siano stimolati a frequentare e perlustrare quella zona, può essere un altro modo efficace di ridurre il numero di questi insetti.
Tre sono le specie di insetti parassiti che si sono dimostrate idonee come agenti biologici di controllo della diffusione del coleottero giapponese ed entrambe provengono dall'Asia: Tiphia vernalis, Tiphia popilliavora, che sono imenotteri appartenenti alla famiglia Tiphiidae, e Istocheta aldrichi, un dittero Tachinidae. La presenza nella zona di introduzione delle specie vegetali che attraggono questi insetti e di cui essi si nutrono, oltre a essere necessaria per la sopravvivenza degli individui adulti, produce anche un aumento nel tasso di parassitizzazione dei coleotteri.
- Tiphia vernalis è una piccola vespa simile a una grande e nera formica alata. In primavera, dopo un breve periodo speso ad alimentarsi e ad accoppiarsi, la femmina scava nel terreno, paralizza una larva di coleottero giapponese usando il suo aculeo e poi deposita un uovo all'interno del suo corpo. Quando l'uovo si schiude la larva della vespa si sviluppa consumando il suo ospite. Gli individui adulti di questa specie si nutrono quasi esclusivamente della melata prodotta da afidi che vivono sulle foglie dell'acero, del ciliegio, dell'olmo e della peonia. Un'altra fonte di cibo è rappresentata dal nettare del liriodendro o albero dei tulipani.
- Tiphia popilliavora è un'altra piccola vespa che deponendo le sue uova all'interno delle giovani larve di Popillia Japonica ne provoca la morte in tarda estate.
- Istocheta aldrichi è una mosca solitaria che agisce da parassita interno. La femmina è capace di depositare fino a 100 uova durante un periodo di circa 2 settimane. Le uova generalmente vengono deposte sul torace delle femmine di coleottero e dopo la schiusa, le larve si aprono un varco direttamente nella cavità corporea dell'ospite, uccidendolo. Siccome il processo che porta alla morte del coleottero non dura molto I. aldrichi usata tempestivamente riesce a reprimere le popolazioni di P. japonica prima che questa riesca a riprodursi. Le mosche adulte si cibano della melata secreta dagli afidi che vivono sul Polygonum cuspidatum, una tenace pianta erbacea perenne originaria del Giappone.

Alcune specie di nematodi vanno attivamente alla ricerca delle larve di coleottero all'interno del terreno. Questi animali hanno una relazione simbiotica mutualistica con specifiche specie di batteri. Dopo aver penetrato il corpo di una larva, il nematode vi inocula i batteri, i quali si riproducono rapidamente nutrendosi dei tessuti dell'ospite. I nematodi poi, a loro volta, si nutrono di questi batteri e così si riproducono e portano avanti il proprio ciclo vitale, causando alla fine la morte della larva. La specie Steinernema kushidai è in grado di causare tassi di mortalità paragonabili a quelli di un insetticida organofosfato chiamato diazinone. Agisce specificamente sulle larve degli Scarabaeidae e l'effetto di rilasci massicci è arrivato a durare fino a 2 anni. Il suo uso combinato con quello di prodotti chimici produce effetti sinergici. Altre 2 specie di nematodi noti per essere tra i più efficaci contro le larve di P. japonica sono Steinernema glaseri e Heterorhabditis bacteriophora. Quando si usano i nematodi occorre ricordarsi che questi organismi sono vivi e necessitano per sopravvivere di quantità abbastanza alte di ossigeno. Al momento dell'acquisto, sono generalmente tenuti in un contenitore nel quale possono essere conservati per un mese o due in condizioni refrigerate. Una volta mischiati all'acqua vengono sparsi sul terreno con una irroratrice con ugelli più grandi di quelli impiegati per la distribuzione di trattamenti in soluzione, utilizzando bassa pressione, in condizioni di bassa insolazione, bagnando prima e dopo l'applicazione ed è quindi una pratica complessa e delicata.
Le polveri contenenti spore del batterio Paenibacillus popillae, l'agente della malattia chiamata milky disease, sono state impiegate in passato con risultati poco soddisfacenti contro il coleottero giapponese. Nel 1948 questo microbo è stato registrato per la prima volta per l'uso nei mantelli erbosi come agente di controllo biologico delle larve negli Stati Uniti. Dopo l'ingestione le spore germinano nello stomaco della larva infettandone le cellule e quindi entrando nel sangue, dove cominciano a moltiplicarsi. L'aumento del numero delle spore nel sistema circolatorio induce la comparsa di un caratteristico aspetto color latte e infine la morte dell'insetto e il conseguente rilascio nel suolo delle spore che conteneva (1-2 miliardi). In questo modo la malattia si diffonde lentamente nei mantelli erbosi in cui il batterio è stato diffuso interrompendo lo sviluppo delle popolazioni di P. japonica per un periodo di 2 - 4 anni. Il trattamento è più efficace quando è inserito in un ampio programma di applicazione in quanto l'efficacia non arriva al 5% delle larve.

### Manipolazione dell'habitat
Il controllo delle specie invasive può essere effettuato rendendo l'habitat meno adatto alle loro esigenze. I metodi tipicamente impiegati nel caso di invasioni rilevanti del coleottero giapponese comprendono la rimozione delle piante infestate dagli individui adulti di questa specie e la successiva piantagione di specie vegetali immuni o resistenti al loro attacco. Di seguito è riportata una lista delle piante adatte a questo scopo.
- Abies
- Acer negundo
- Acer rubrum *
- Acer saccharinum
- Buxus sempervirens *
- Carya ovata
- Cercis *
- Chamaecyparis **
- Clematis **
- Cornus florida *
- Diospyros virginiana *
- Euonymus alatus *
- Forsythia **
- Fraxinus americana *
- Fraxinus pennsylvanica *
- Ilex
- Juglans cinerea
- Juniperus **
- Liquidambar styraciflua **
- Lirodendron tulipifera
- Magnolia *
- Morus rubra
- Picea **
- Pinus **
- Pyrus communis
- Populus alba
- Quercus alba
- Quercus coccinea
- Quercus rubrum *
- Quercus velutina
- Rhododendron
- Sambucus canadensis
- Syringa vulgaris **
- Taxus **
- Thuja **
- Tsuga *

{*} Resistente primaria
{**} Resistente secondaria
Le piante malate o malnutrite sono particolarmente suscettibili all'attacco di P. japonica. Quindi mantenerle in buone condizioni di salute significa quanto meno ridurre le possibilità di infestazione. Inoltre i frutti malati o maturati prematuramente e marcescenti hanno un odore che attrae molto i coleotteri. Per questo motivo dovrebbero essere rimossi sia dalle piante sia dal terreno, quando cadono.

### Rimozione fisica e protezione
Per interventi in aree ristrette gli adulti possono essere rimossi fisicamente dalle piante, operazione che è meglio effettuare nelle mattine fredde quando i coleotteri sono meno attivi. Inoltre, scuotendo i rami su cui si trovano, molti possono essere raccolti all'interno di in un secchio di acqua insaponata posto al di sotto delle piante ospite. Un'efficace protezione alle piante di grande valore può essere garantita applicando delle reti durante i periodi di picco di attività dei coleotteri.

### Richiami e trappole
In commercio sono disponibili delle trappole per catturare i coleotteri giapponesi adulti che sono utili per ridurre le dimensioni di popolazioni piccole, instauratesi recentemente o isolate. In caso di infestazione consistente si usano perlopiù per monitoraggio. È importante che vengano collocate nella maniera corretta. Infatti esche e trappole posizionate vicino alle piante ospite attraggono su di esse ancora più coleotteri e possono provocare così un'infestazione maggiore. Anche se queste trappole costituiscono uno strumento estremamente valido per monitorare le popolazioni e scoprire nuove infestazioni, il loro uso si è dimostrato essere inefficace per catture di massa mirate a eradicare intere popolazioni. Attualmente in sperimentazione in Italia ci sono reti impregnate di insetticida con al centro un attrattivo, gli adulti che vengono attratti ed entrano in contatto con la rete dovrebbero morire nel giro di alcuni giorni. Non sono ancora disponibili dati sull'efficacia del nuovo metodo.

### Controllo delle colture
Durante le estati secche le femmine adulte vanno in cerca di zone irrigate e terreni umidi per deporre, dal momento che l'umidità del terreno è fondamentale per la sopravvivenza delle uova e per lo sviluppo larvale. Evitare di irrigare i campi durante i periodi di picco dell'attività di volo dei coleotteri può ridurre il numero di larve all'interno del terreno e quindi preservare le piante erbacee presenti.